# 川三蕊柳
川三蕊柳（学名：Salix triandroides）是杨柳科柳属的植物，为中国的特有植物。分布于中国大陆的四川等地，生长于海拔27米至2,100米的地区，见于水边，目前尚未由人工引种栽培。